# Fagradalshraun
Fagradalshraun is een vulkanisch systeem en lavaveld op het schiereiland Reykjanes in IJsland. Het systeem is gelegen in het gebied tussen de berg Keilir en het Fagradalsfjallgebergte met als hoogste punt de Fagradalsfjall. Het gebied kwam sinds maart 2021 na een lange rustperiode weer tot uitbarstingen. Het systeem werd voorheen gezien als het westelijke deel van het Krýsuvík-Trölladyngja-systeem maar sinds de uitbarsting van 2021 kwam men tot de conclusie dat het een opzichzelfstaand systeem is. De naam Fagradalshraun werd in 2021 officieel aan het systeem gegeven. Voor die tijd werd deze vulkanische zone ook wel aangeduid met de naam Keilir-Fagradalsfjall. De vulkaan wordt in diverse media ook wel Fagradalsfjallvulkaan of Geldingadalirvulkaan genoemd.
Het systeem ligt aan een divergente plaatgrens van de westelijke vulkaanzone van de Euraziatische- en Noord-Amerikaanse platen onder IJsland. In theorie kunnen uitbarstingen van Fagradalshraun voorkomen rond een denkbeeldige lijn die zich vanaf de berg Keilir in zuid-zuidwestelijke richting uitstrekt tot in of voorbij de vallei Nátthagi. Tijdens de uitbarstingen van het naastgelegen systeem Eldvörp-Svartsengi die in 2023 begonnen ontdekte men dat er een magmakamer op een diepte van acht tot twaalf kilometer onder de berg Fagradalsfjall ligt die magma aan uitbarstingen in zowel het Fagradalshraun- als het Eldvörp-Svartsengi-systeem leverde. Een verschil is dat het magma bij uitbarstingen in het Fagradalshraungebied direct vanuit deze magmakamer naar de oppervlakte stroomt terwijl er in Eldvörp-Svartsengi nog een tussenliggende kleinere tweede tot magmakamer uitgegroeide sill onder de Svartsengivlakte is. Met de ontdekking van de diepe gezamenlijke magmakamer kunnen deze twee systemen feitelijk als één systeem worden gezien.

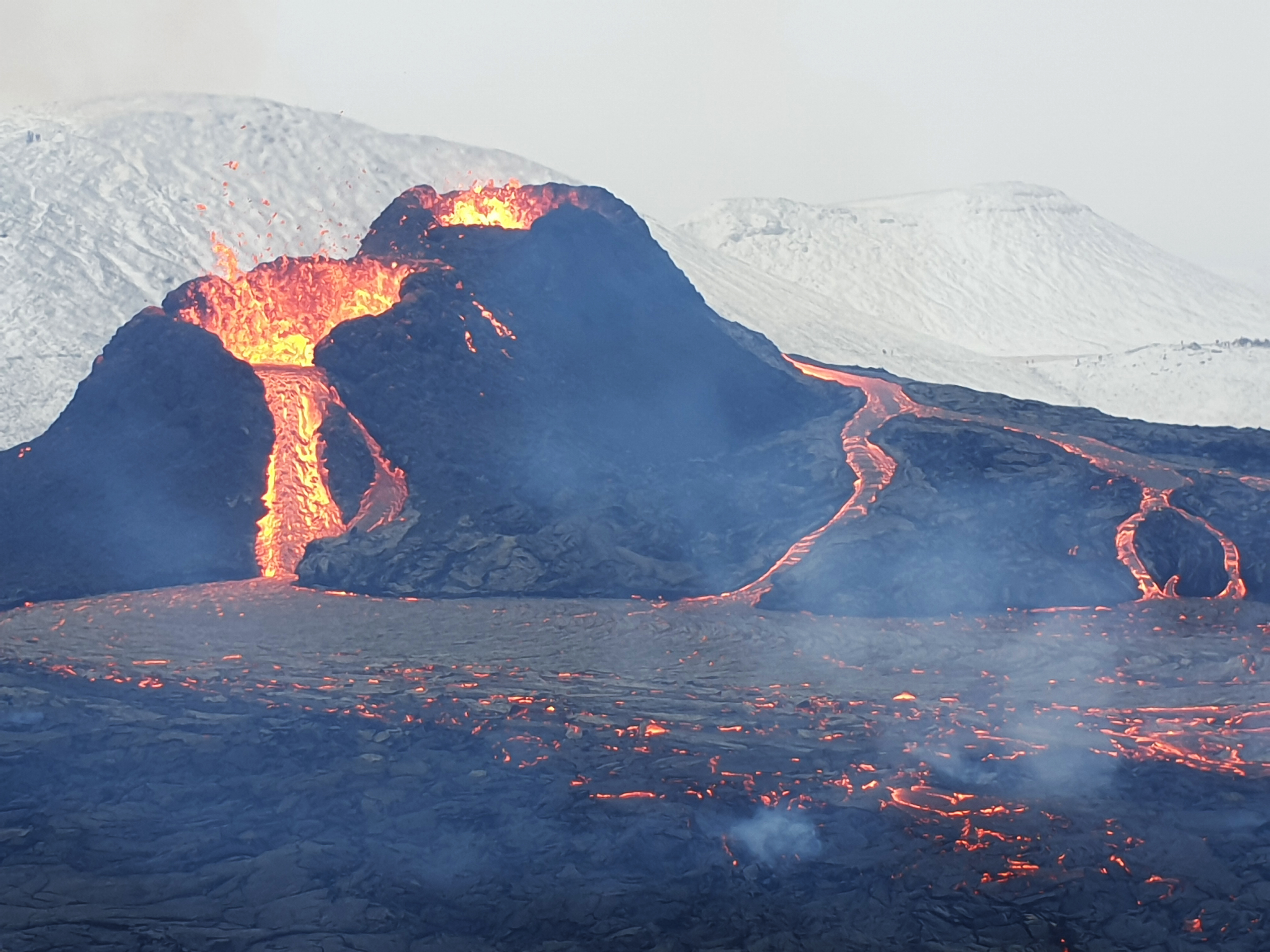
De eerste eruptie in het Geldingadalir per 24 maart 2021.

Sinds 2007 was de grond op Reykjanes onrustig geworden; Er was in de voorgaande 800 jaar geen uitbarsting op Reykjanes voorgevallen en weinig seismische activiteit. De Fagradalshraun is tot op heden drie maal uitgebarsten. Op 19 maart 2021 begon de eerste uitbarsting, op 3 augustus 2022 de tweede. Er wordt vanuit gegaan dat op Reykjanes een periode van zo’n vierhonderd jaar met uitbarstingen is aangebroken. Periodes van dit soort worden doorgaans afgewisseld met ongeveer achthonderd jaar durende periodes van rust.

## Uitbarsting 2021, Geldingadalir
Van begin oktober 2020 tot en met maart 2021 deed zich er een groot aantal aardbevingen voor. Er werden er door seismografen meer dan 50.000 trillingen geregistreerd. Twee daarvan hadden een magnitude van 5,6 op de schaal van Richter. Hierdoor vermoedde men dat er een uitbarsting op handen was.
Halverwege maart 2021 nam het aantal aardbevingen en de kracht ervan sterk af. Dit bleek de prelude voor een eruptie op korte termijn.
Op 19 maart 2021 rond 20.30 uur (lokale tijd -GMT) begon – even ten zuiden van de Fagradalsfjall in het aanliggende dal Geldingadalir – de vulkanische uitbarsting. Het IJslandse Meteorologische Bureau (IMO) rapporteerde een spleetopening van 600 à 700 meter die lava begon uit te stoten. Hiermee was het de eerst bekende uitbarsting op het schiereiland in 800 jaar, en van deze berg na 6000 jaar. Er leek geen rechtstreeks gevaar te zijn voor omwonenden en de infrastructuur, maar men hield rekening met luchtvervuiling door zwaveldioxide.

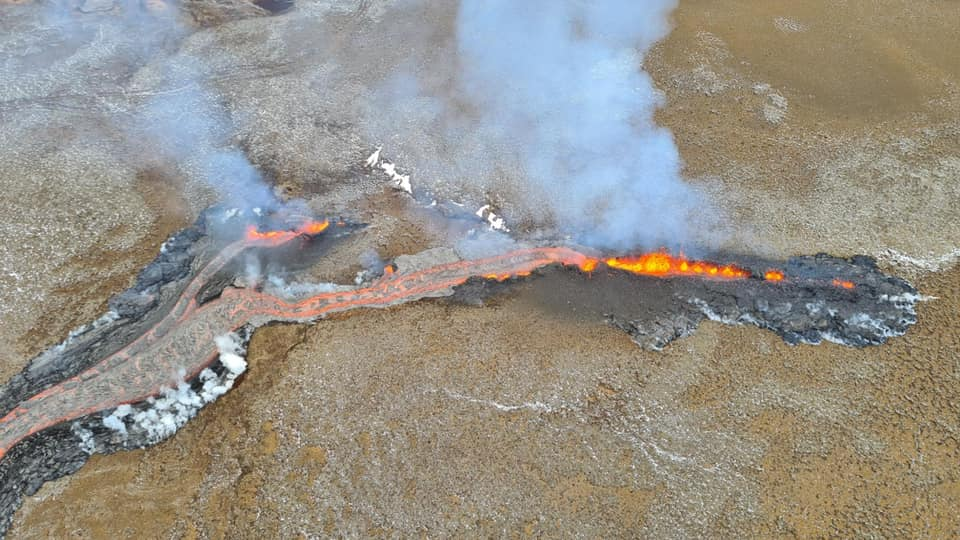
Fagradalshraun fissuur 2 (rechts) kort nadat deze zich opende op 5 april 2021. De gelijktijdig ontstane fissuur links sloot alweer snel en kreeg geen nummer.

Op 5 april 2021 opende zich een tweetal fissuurvulkanen op de flanken van de Fagradalsfjall, ongeveer een kilometer noordoostelijk van de eruptie in Geldingadalir. De lava van deze nieuwe erupties stroomde uit in het dal Meradalir. Op 6 april opende zich rond middernacht een fissuur aan de rand van Geldingadalir tussen de eerder genoemde erupties in. In de daarop volgende week ontstonden er nog drie openingen op dezelfde lijn. Er zouden halverwege april acht kraters actief zijn. Opvallend was dat ook vooraf aan het openen van deze fissuren de aardbevingactiviteit tijdelijk daalde en een aanstaande verandering meetbaar was en het risicogebied tijdig kon worden ontruimd. In de laatste week van april werden deze op een na inactief. Een van de openingen (fissuur 5, op sociale media onofficieel Nar gedoopt) bleef echter actief doorgroeien en begon vanaf 1 mei met een pulserend patroon elke paar minuten lava te spuiten. Tijdens deze pulsen werd de lava 200 tot 300 meter de lucht in gespoten. Een enkele keer was de lavafontein zelfs meer dan 450 meter hoog. Opvallend aan deze uitbarsting is dat de uitstroom van lava na bijna twee maanden nog steeds bleef toenemen. Ondanks dat het aantal actieve openingen van acht naar één ging nam de lava-uitstroom van de eruptie begin mei 2021 flink toe. Van 8 mei tot 3 juni bleef de gemiddelde uitstroom van lava stabiel rond twaalf kubieke meter per seconde.
De officiële naam voor dit vulkanisch systeem werd Fagradalshraun. De bevolking van Grindavík mocht tussen 29 maart en 9 april 2021 namen voorstellen. Er kwamen 339 voorstellen. Op 20 april 2021 zou de stadsraad daaruit de namen Fagrahraun en Fagradalshraun selecteren voor de eindronde. Die laatste naam werd een paar weken later definitief gekozen. Andere namen die veel worden gebruikt zijn Fagradalsfjallvulkaan en Geldingadalirvulkaan.
In mei 2021 werd een dam opgeworpen waarmee men hoopte te voorkomen dat de lava vanuit het dal Meradalir de Nátthagi-vallei in zou stromen en uiteindelijk de zuidelijke kustweg van Reykjanes zou blokkeren. Langs die weg, een van de twee wegen naar Grindavík, ligt ook een intercontinentale glasvezelkabel voor dataverkeer die mogelijk in gevaar zou komen. De verwachting was dat deze dam niet heel lang effectief zou blijven maar mogelijk wel enige tijdwinst kon opleveren. Op 22 mei, enkele dagen na het gereedkomen van de dammen stroomden deze al over. Op 14 juni had de lava ook een rechtstreekse route vanuit Geldingadalir naar de Nátthagi-valei gevonden. Deze stroom verliep via de top van de heuvel Nátthaga naar het oosten. Om te voorkomen dat die stroom ook naar de westkant van die heuvel naar de vlakte Nátthagakriki zou stromen werd nogmaals een dijk aangelegd. De vrees bestond dat wanneer de eruptie in Geldingadalir zeer lang zou aanhouden, de lava zonder die dijk op den duur de geothermische centrale bij de Blue Lagoon zou kunnen bereiken. Ook werd een richel aan zuidkant van Nátthagi verhoogd met een dam om de lava zo lang mogelijk in die vallei te houden.
In juli en augustus 2021 trok de lava van de vulkaan voornamelijk noordoostwaarts en bereikte maar weinig lava de Nátthagi-vallei. De vulkaan begon toen een eruptiecyclus van ongeveer 30 uur te vertonen met iedere cyclus een periode van rust en een periode van activiteit. Ook begon de vulkaan steeds meer de eigenschappen van een schildvulkaan aan te nemen. Halverwege augustus werden scheuren in een nabijgelegen heuvel (Gónhóll) waargenomen. Op 14 augustus ontstond een nieuwe fissuur in het verlengde van die scheuren op de rand van de vulkaan. Op 17 augustus ontstonden er nog enkele kleine fissuren terwijl die van 14 augustus flink groeide. Deze nieuwe fissuren volgden de 30-urige cyclus van de hoofdkrater, maar niet het ritme van de lava in het calderon, wat erop duidt dat de splitsing van de magmakanalen kilometers diep moet liggen. Van 2 tot 11 september 2021 pauzeerde de eruptie waarna er tot 18 september weer magma uit de krater stroomde. Tijdens de pauze die daarop volgde ontstond er eind september een aardbevingenzwerm bij de berg Keilir, zo’n 6,5 kilometer noordoostelijk van de vulkaanmond. Oorspronkelijk werd de uitbarsting daar verwacht maar de activiteit verplaatste zich toen naar Fagradalsfjall. Er werd rekening mee gehouden dat de magmadike, die zich van het zuidwesten van Geldingadalir tot Keilir strekte, daar zou uitbarsten. Maar, de aardbevingen konden ook onderdeel zijn van het sluiten en stollen van de dike wat het einde van de eruptie zou inluiden. Tijdens de eruptiepauze van eind september 2021, die achteraf het einde van de eruptie bleek, werd er geen nieuwe lava aan het lavaveld toegevoegd maar verplaatste vloeibare lava zich nog wel door het lavaveld. Zo zakte het lavaveld in het noorden enkele meters terwijl het aan de zuidkant in Nátthagi nog steeg. Eind november en begin december nam de onrust in de bodem af en op 20 december 2021 werd de eruptie officieel ten einde verklaard. Met een duur van bijna zes maanden tussen 19 maart en 18 september was het de langstdurende IJslandse eruptie in vijftig jaar. Terugblikkend werd deze uitbarsting door vulkanologen a-typisch voor het gebied genoemd. Zowel de duur als de opbouw waren anders. Deze uitbarsting begon klein, groeide en veranderde zijn gedrag een paar keer. Een normale uitbarsting bereikt juist zijn hoogtepunt in de eerste uren en neemt daarna in kracht af tot deze stopt. Er was tijdens de uitbarsting ongeveer 100 miljoen kubieke meter lava aan de oppervlakte gekomen. Men ging er wel vanuit dat er zich opnieuw een dike met magma zou gaan vullen en er zich te zijner tijd weer een eruptie in het gebied zal voordoen. Een dag na de officiële ten einde verklaring begon een paar kilometer westelijker in het Eldvörp-Svartsengi-systeem wederom een aardbevingenzwerm waarop op 22 december er voor het gebied een code oranje voor het vliegverkeer werd ingesteld omdat een nieuwe uitbarsting weliswaar niet direct werd verwacht maar ook niet was uit te sluiten. Begin januari 2022 kwam men tot de conclusie dat er tijdens die zwermperiode weliswaar nieuw magma in een dike was gestroomd, maar dat dit inmiddels was begonnen te stollen en de oppervlakte niet zou bereiken.

### Toerisme
Door het betrekkelijk rustige karakter van de vulkaan was en is de jonge vulkaan goed te bezoeken. In de eerste twee maanden waren het vooral IJslanders die massaal een bezoek aan de vulkaan brachten. Vanaf het begin waren er vrijwillige search-and-rescue-teams aanwezig om mensen te waarschuwen voor veiligheidsrisico’s zoals uitstoot van giftige gassen of sneeuwstormen en regenbuien en om eventueel gewonden (vooral schade aan enkels) bij te staan. Medio mei 2021 begon het internationaal toerisme na de COVID 19-lockdown weer aan te trekken en werd de vulkaan een toeristische trekpleister. Er werden wandelpaden aangelegd om de tocht door het zeer ruige terrein naar de vulkaan veiliger te maken. Ook is het risico op verdwalen in de mist, die er zeer plotseling kan komen opzetten en dagen lang kan aanhouden, door die paden beperkt. De kortste afstand die toeristen tot de vulkaan konden bereiken werd met het groeien van het lavaveld wel steeds groter. Zo was de nabijgelegen heuvel Gónhóll vanaf juni 2021 alleen nog per helikopter bereikbaar en werd het twee maanden later na de ontdekking van scheuren in die heuvel verboden om daar nog te landen. Ook nadat de uitbarsting van 2021 stopte, werd het verse lavaveld nog veel door toeristen bezocht.

## Uitbarsting 2022, Meradalir

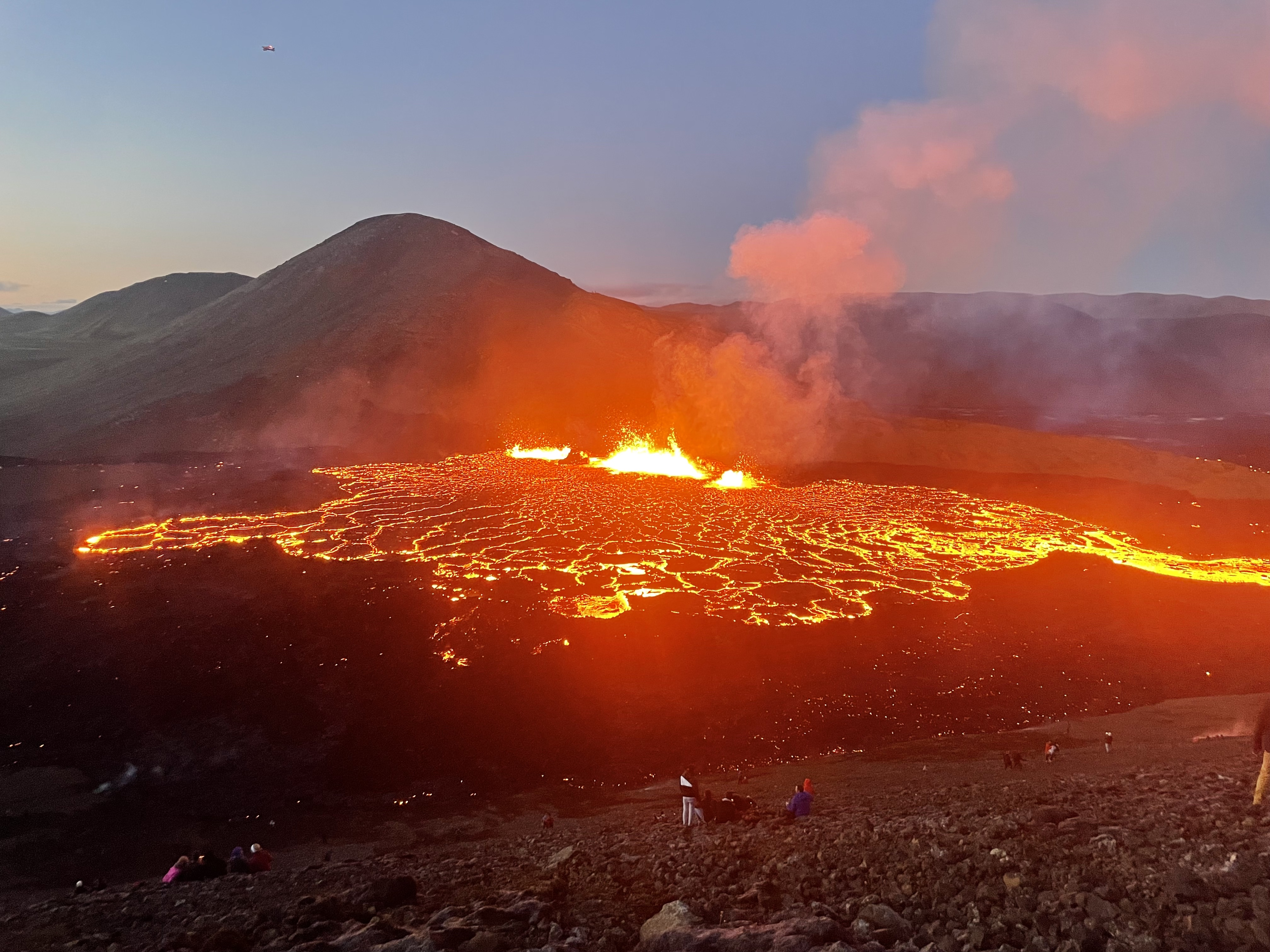
De fissuur nabij Meradalir inmiddels gereduceerd to drie kraters, gefotografeerd op 4 augustus 2022

Op 30 juli 2022 begon tussen Keilir en Fagradalsfjall een aardbevingenzwerm die in enkele dagen tienduizenden bevingen waarvan de zwaarste magnitude 5.5 veroorzaakte. Op 2 augustus rond 18:50 uur begon uit de zuidkant van de zuidwestelijke flank van de Fagradalsfjall stoom te komen. Op 3 augustus om 13:16 uur lokale tijd (GMT) barstte Fagradalshraun een paar honderd meter ten noordoosten van de hoofdkrater van een jaar daarvoor uit. De spleetvulkaan die aanvankelijk zo’n 360 meter lang was opende gedeeltelijk op de zuidwestflank van een heuvel met de naam Merahdalahnúkar en liep door in het noordwesten van Meradalir. De lava stroomde naar het reeds bestaande lavaveld in Meradalir maar ook naar het noorden. De hoeveelheid lava-uitstoot werd in de eerste uren geschat op ongeveer 32 kubieke meter per seconde; ongeveer zesmaal zoveel als op de eerste dag van de uitbarsting in maart 2021. De uitstoot nam gedurende het eerste etmaal wel af naar ongeveer 20 kubieke meter per seconde en in de twee weken daarop nam de uitstoot verder af naar twee kubieke meter per seconde op 16 augustus. De uitbarsting wordt gezien als een voortzetting van die van het jaar daarvoor. De lava stuwde de gestolde lava van het jaar daarvoor in het oosten van Meradalir omhoog. Vanaf 20 augustus kwam er geen nieuwe lava meer uit de vulkaanmond. Daarmee was deze uitbarsting voorbij. Voorspellingen dat de uitbarsting wederom maanden zou duren kwamen niet uit. Er was zo’n elf miljoen kubieke meter lava aan het lavaveld toegevoegd.
Voor toeristen is de plaats van de eruptie te bereiken middels een voettocht van totaal zeventien kilometer die gedeeltelijk over de een jaar eerder aangelegde paden gaat. Het laatste stuk was aanvankelijk echter over nog moeilijk begaanbaar terrein. Er werd besloten de paden te verlengen. De veiligheidsdiensten waarschuwden geen kinderen en honden mee te nemen omdat die gevoeliger zijn voor giftige vulkaangassen. Een paar dagen later werd het zelfs verboden om kinderen jonger dan twaalf jaar mee te nemen naar de vulkaan, omdat de IJslandse overheid de voettocht te lang en te zwaar achtte voor de veiligheid van kinderen en hun ouders. Bij de IJslandse bevolking viel dit overigens niet goed, aangezien zij, anders dan buitenlandse toeristen, wel ervaring met kinderen op het ruige vulkanische terrein hebben.

## Uitbarsting 2023, Litli-Hrútur

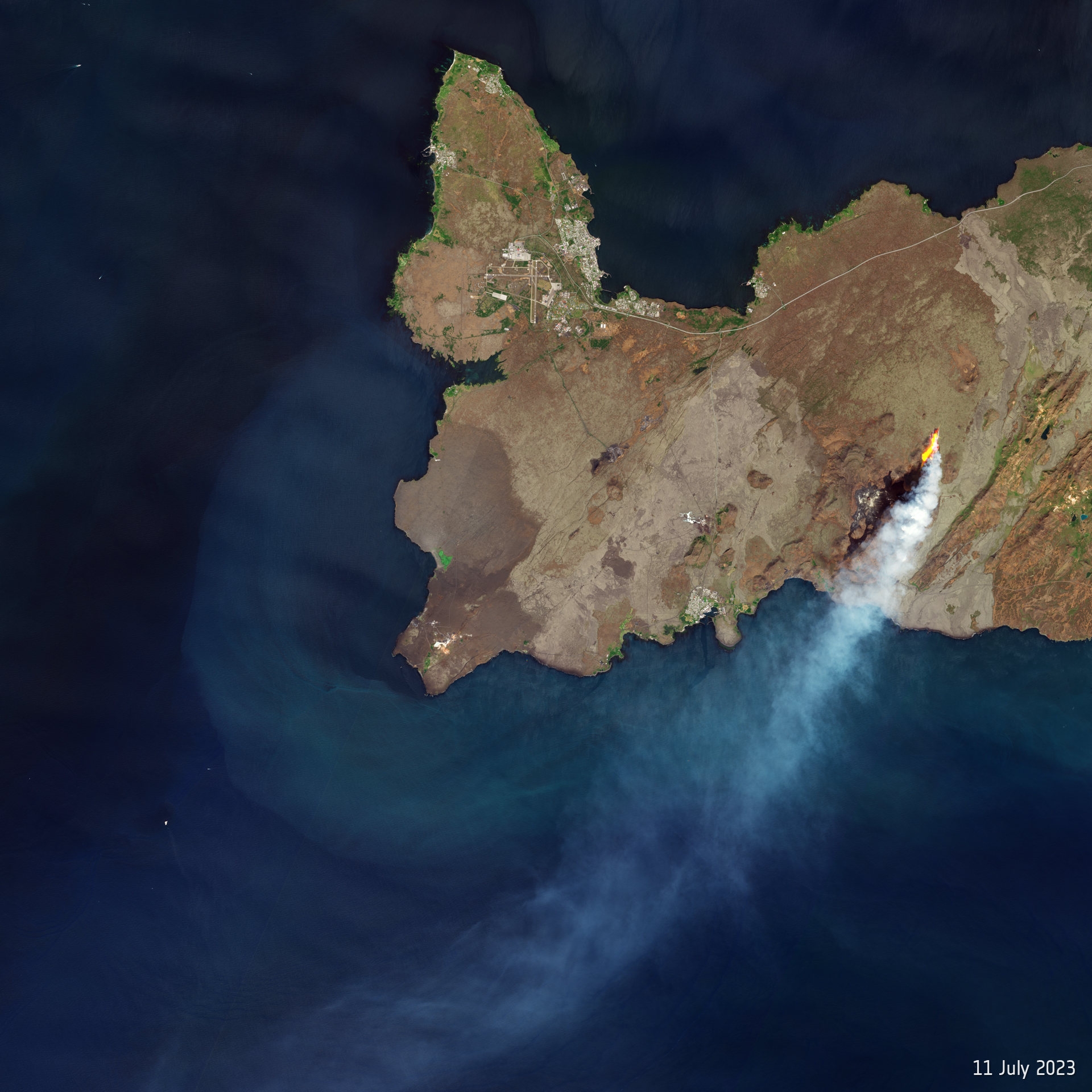
De uitbarsting van 2023 gezien vanuit de ruimte

Vanaf april 2023 werd er weer bodemstijging op Reykjanes gemeten. Op 4 juli 2023 begon een aardbevingenzwerm rond Fagradalshraun. Er werd rekening gehouden met een uitbarsting mogelijk al binnen enkele dagen. De bodemstijging als gevolg van het vormen van een magmadike is groter dan bij de twee voorgaande uitbarstingen. Er werd verwacht dat bij de te verwachten uitbarsting het magma tussen de bergen Keilir en Litli-hrútur het oppervlak zou bereiken. Op 9 juli was de krachtigste aardbeving uit deze bevingenreeks (die ondertussen ruim elfduizend bevingen telde) met een magnitude van 5.2. Op 10 juli om 16:42 lokale tijd kwam het tot een uitbarsting aan de voet van Litli-hrútur net ten noord-oosten van de berg. Dit gebeurde net buiten het zicht van de vele webcams die door diverse media-organisaties in het gebied waren geplaatst. De fissuur was na enkele uren zo’n 900 meter lang. De volgende ochtend begon zich een duidelijke hoofdkrater te vormen en sloot de rest van de fissuur zich. De lava verplaatste zich in zuidwestelijke richting. Op 14 juli bereikte de verse lava de noordoostelijke punt van Meradalir, zo’n 2,5 kilometer van de hoofdkrater, waar tijdens de uitbarstingen van de voorgaande twee jaar ook lava was terecht gekomen. De hoeveelheid lava die uit de vulkaanmond stroomde nam geleidelijk af van achttien kubieke meter per seconde op de eerste dag naar acht kubieke meter per seconde tussen 18 en 23 juli. Op 30 juli voorspelden vulkanologen dat de uitbarsting als er geen onverwachte dingen gebeuren (zoals een aardbeving die nieuwe magma aan de dike toevoegt) de lavastroom nog verder afneemt en nog hoogstens twee weken zou voortduren. Er was op dat moment naar schatting vijftien miljoen kubieke meter lava uit de vulkaan gekomen. Vanaf 5 augustus kwam er geen lava meer uit de vulkaan. Op 16 augustus werd de eruptie officieel voor beëindigd verklaard. Wegens riskant gedrag van toeristen en een tekort aan reddingswerkers werd tijdens de uitbarsting het gebied rond de vulkaan in de avonden en nachten gesloten voor het publiek.
Vrijwel direct na het einde van de uitbarsting bij Litli-Hrútur werden nieuwe tekenen van landstijging in de omgeving waargenomen. In oktober 2023 waren er veel nog lichte aardbevingen op en rond de berg Fagradalsfjall.